# Catocala louiseae
Catocala louiseae är en fjärilsart som beskrevs av Bauer 1965. Catocala louiseae ingår i släktet Catocala och familjen nattflyn. Inga underarter finns listade i Catalogue of Life.